# Thomas Berger (réalisateur)
Pour les articles homonymes, voir Thomas Berger (homonymie) et Berger (homonymie).
Thomas Berger, né le 31 décembre 1959 à Dortmund (Allemagne), est un réalisateur et scénariste allemand.

## Biographie
Thomas Berger étudie à l'université de la télévision et du cinéma de Munich (Hochschule für Fernsehen und Film München), puis travaille comme assistant réalisateur. 
En 1997, il fait ses premiers débuts en tant que réalisateur avec Busenfreunde 2 - Alles wird gut! pour lequel il reçoit le prix de la télévision bavaroise en 1999.

## Filmographie partielle

### À la télévision
- 1997 : Busenfreunde (téléfilm)
- 1998 : Busenfreunde 2 - Alles wird gut! (téléfilm)
- 1999 : Le Masque du tueur (téléfilm)
- 2001 : Ein unmöglicher Mann (mini-série télévisée, 5 épisodes)
- 2002 : Operation Rubikon (téléfilm)
- 2003 : Weihnachtsmann über Bord! (téléfilm)
- 2003-2021 : Kommissarin Lucas (de) (série télévisée, 10 épisodes)
- 2004 : Mein Weg Zu Dir Heißt Liebe (cy) (téléfilm)
- 2005 : Bis in die Spitzen (de) (série télévisée, 1 épisode)
- 2008 : Wir sind das Volk - Liebe kennt keine Grenzen (de) (téléfilm)
- 2009 : Hand in Hand (téléfilm)
- 2010 : Bella vita (de) (téléfilm)
- 2011 : Schandmal - Der Tote im Berg (de) (téléfilm)
- 2013 : Ein weites Herz - Schicksalsjahre einer deutschen Familie (de) (téléfilm)
- 2013 : Zeugin der Toten (téléfilm)
- 2014 : Der Prediger (téléfilm)
- 2014 : Die Flut ist pünktlich (de) (téléfilm)
- 2015 : Meurtres à Nordholm : épisode Une si jolie morte (de) (Tod eines Mädchens, mini-série télévisée, 2 épisodes)
- 2015 : Der Verlust (de) (téléfilm)
- 2016 : Solo für Weiss (de) (série télévisée, 2 épisodes)
- 2016 : Neben der Spur (de) (série télévisée, 1 épisode)
- 2016-2021 : Allmen (de) (mini-série télévisée, 4 épisodes)
- 2017 : Angst (de) (téléfilm)
- 2019 : Meurtres à Nordholm : épisode Une famille disparue (de) (Die verschwundene Familie, téléfilm)
- 2019 : Der Anfang von etwas (téléfilm)
- 2020 : Das Mädchen am Strand (de) (mini-série télévisée, 2 épisodes)
- 2023 : Die Frau im Meer (mini-série télévisée, 2 épisodes)